# Roger Heim

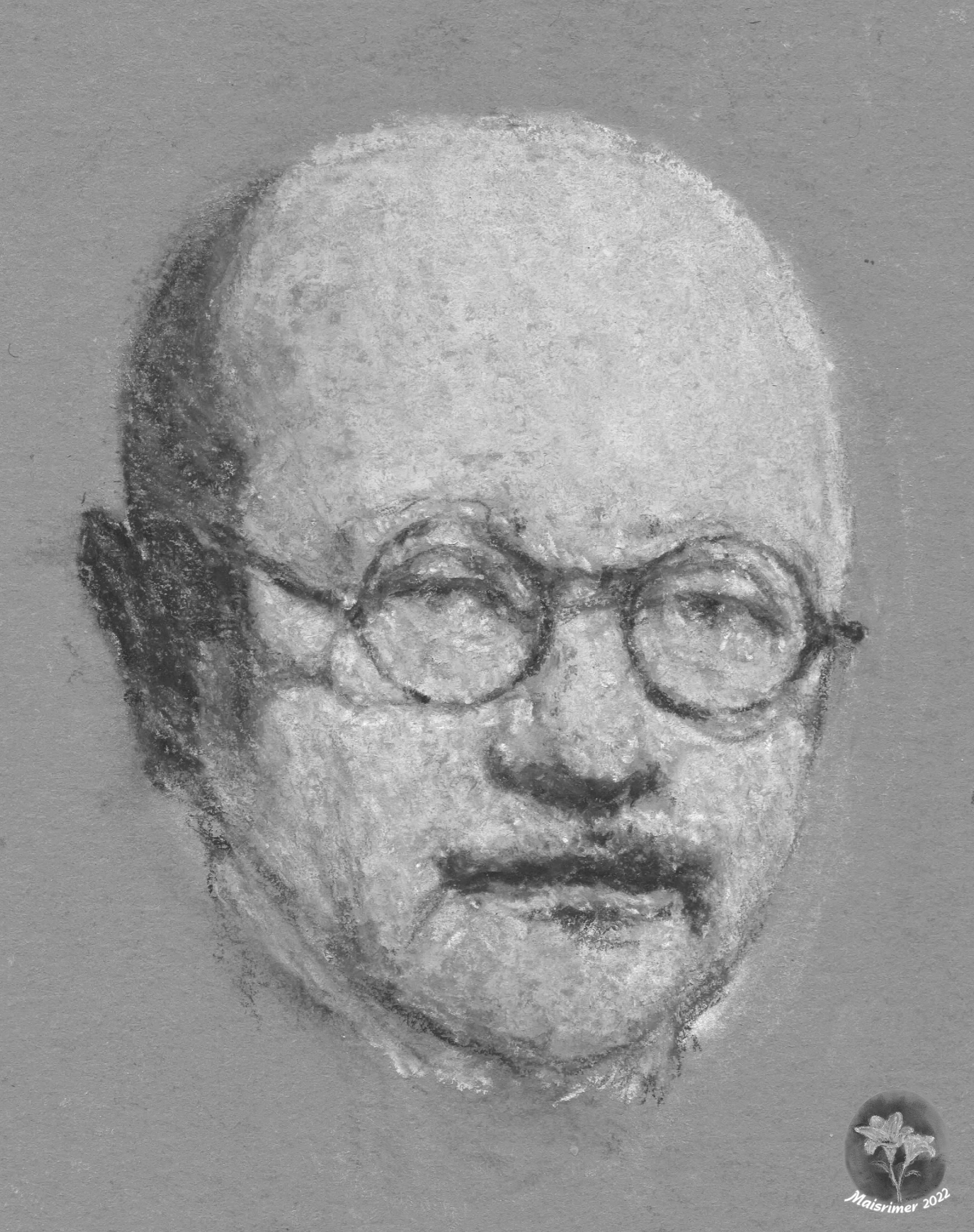
Roger Heim

Roger Jean Heim (12 de fevereiro de 1900 - 17 de setembro de 1979) foi um botânico francês especializado em micologia e fitopatologia tropicais. Ele é conhecido por seus estudos sobre a anatomia de cogumelos, sistemática e filogenia de fungos superiores (especialmente os relacionados com os gêneros Lactarius e Russula), a micologia de fungos tropicais como Termitomyces, bem como fungos alucinógenos, como Psilocybe e Stropharia. Em sua carreira ele publicou mais de 560 artigos, revistas científicas e obras importantes em áreas como botânica, química, educação, silvicultura, horticultura, artes liberais, medicina e zoologia.

## Principais publicações
- 1931. Le genre Inocybe, Encycl. Mycol. 1. 432 p.
- 1938. Les Lactario-Russulés du domaine oriental de Madagascar. 196 p.
- 1947. La sombre route (Souvenir des Camps de Concentration Nazis). 280 p.
- 1948. Les Champignons. Tableaux d'un MondeÉtrange. 143 p.
- 1952. Destruction et Protection de la Nature. 224 p.
- 1955. Un Naturaliste Autour du Monde. 207 p.
- 1957. Les Champignons d'Europe, vol. 1. 327 p
  - vol. 2. 572 p.
  - 1969. 2nd ed. as one vol., 680 p.
- 1958. (com R. Gordon Wasson). Les champignons hallucinogens du Mexique. Paris: Editions du Museum National d'Histoire Naturelle.
- 1963. Les Champignons Toxiques et Hallucinogènes.  Paris: Boubée & Cie. 320 p.
  - 2nd rev. ed in 1978. Société des Éditions Boubée. 270 p.
- 1973. L'angoisse de l'an 2000. 398 p.
- 1977. Termites et Champignons: Les champignons termitophiles d'Afrique Noire et d'Asia meridionale. 207 p.